# Gui Ier de Châtillon
Gui Ier de Châtillon est un seigneur champenois mort après 1089. Son prénom est souvent orthographié sous sa forme moderne Guy.

## Biographie
Fils aîné de Miles ou Milon († 1076), seigneur Châtillon-sur-Marne, de Basoches (Aisne), et Montjoye (?), et de son épouse Avenelle de Montfort (L'Amaury, ~988-~1031), fille d'Amauri de Montfort, et de Judith de Cambrai.
Il épouse vers 1072-1080 Ermengarde de Choisy (~1014- ?) fille ou sœur d'Aubri (Albéric), seigneur de Choisy-au-Bac, proche de Compiègne, avec laquelle il eut :
- Gaucher Ier de Châtillon, seigneur de Châtillon, croisé, épouse : Mahaut de Louvain (postérité) ;
- Guermond de Châtillon, seigneur de Savigny (postérité des seigneurs de Savigny) ;
- Jacques de Châtillon († apr.1103) ;
- Pierre de Châtillon, chanoine, archidiacre de Soissons (sous Raoul le Vert, archevêque de Reims entre 1109 et 1124, et de Lisiard de Crépy, évêque de Soissons de 1108 à 1126[2]).

Il est le neveu de l'archevêque de Reims Gui de Châtillon et le frère de Eudes plus connu comme le pape Urbain II († 1099) dernier de la fratrie, de Manassès (†~1080), seigneur en partie de Basoches, mort sans postérité, et de Miles ou Milon.
Il fait confirmer par le roi de France Philippe Ier (1052-1108), la donation à l'abbaye Saint-Jean-des-Vignes à Soissons en 1076.